# Хаві Діас
Хав'єр «Хаві» Діас Санчес (ісп. Javier «Javi» Díaz Sánchez, нар. 15 травня 1997, Майрена-дель-Альхарафе) — іспанський футболіст, воротар клубу «Тенерифе».

## Клубна кар'єра
Народився в Майрені-дель-Альхарафе, Андалусія. Вихованець «Севільї». 3 квітня 2016 року дебютував у складі третьої команди «Севілья C» в матчі Терсери проти клубу «Кабесенсе» (0:1). Перед сезоном 2018/19 років Діас був переведений у резервну команду, що грала в Сегунді Б.
31 березня 2019 року дебютував у складі першої команди в матчі Ла Ліги в домашньому матчі проти «Валенсії» (0:1) оскільки основний воротар Томаш Вацлік отримав травму, а запасний, Хуан Соріано, був дискваліфікований.

## Досягнення
Севілья
- Переможець Ліги Європи УЄФА: 2019/20[5]

Інтер (Ескальдес-Енгордань)
- Чемпіон Андорри: 2024/25
- Володар Кубка Андорри: 2025